# Starcrossed (filme)
Starcrossed ou Starcrossed - Love Against Fate é um curta-metragem independente sobre dois irmãos adolescentes e seus sentimentos um pelo outro, escrita e dirigida por James Burkhammer e produzido pela Power Up em 2005.

## Sinopse
Darren e Connor são dois amantes que sofrem de uma maldição estelar e são unidos pelo sangue em uma vizinhança suburbana. Starcrossed conta uma história atmosférica de uma relação proibida que acontece dentro de um ambiente intolerante, em uma vizinhança puritana que jamais imaginanou viver uma situação dessas.
Incapazes de negar o que sentem um pelo outro, os dois irmãos tentam esconder a relação mas são descobertos, e Lane (o pai) perde o controle quando descobre tudo. Com um final surpreendente, já que os irmãos decidem que este mundo nunca poderá entendê-los, e decidem terminá-lo a sua maneira.

## Elenco
- Marshall Allman - Connor
- J.B. Ghuman Jr. - Darren
- John Wesley Shipp - Lane, o Pai
- Simon Ragaine - Darren (criança)
- Derek Sean Lara - Connor (criança)
- Darcy DeMoss - Mae
- Gina Rodgers - Amanda
- Torrey DeVitto - Maura
- Victor Bevine - Treinador de futebol americano
- Colette Divine - Hotel Clerk
- Steven Guy - Polícia[1]

## Prêmios e indicações
- PlanetOut Short Movie Awards 2005 - Melhor Drama - James Burkhammer (Venceu)[2]
- Casting Society of America, USA 2006 - Melhor Casting curta-metragem Matthew Lessall - (Nomiado)